# Audouinia esterhuyseniae
Audouinia esterhuyseniae är en tvåhjärtbladig växtart som först beskrevs av Powrie, och fick sitt nu gällande namn av Anthony Vincent Hall. Audouinia esterhuyseniae ingår i släktet Audouinia och familjen Bruniaceae. Inga underarter finns listade.